# Lessico amoroso
Lessico amoroso è un programma televisivo italiano in onda dal 21 gennaio 2019 su Rai 3, condotto da Massimo Recalcati. Il programma, che si compone di sette appuntamenti, ha come tematica l'amore, raccontato con linguaggio psicoanalitico attraverso interviste e citazioni di vari personaggi che vanno dalla psicologia alla cinematografia.